# Żółta gorączka
Żółta gorączka, żółta febra (łac. febris flava) – choroba wywoływana przez wirusa należącego do grupy flawiwirusów. Infekcja może przebiegać pod różnymi postaciami klinicznymi – od łagodnych objawów do ciężkiej choroby, kończącej się śmiercią. Słowo „żółta” w nazwie pochodzi od żółtaczki towarzyszącej części zakażeń.

## Epidemiologia
Wirus ten przenoszony jest na ludzi oraz naczelne głównie przez komary tropikalne i subtropikalne (w miastach głównie przez komara egipskiego, ale także przez inne gatunki, głównie rodzaju Aedes, np. komara tygrysiego). Występuje w szerokim pasie okołorównikowym w 33 krajach Afryki i w 11 krajach Ameryki Południowej. W Afryce występują dwa typy wirusów – jeden w Afryce wschodniej, drugi w zachodniej. Ocenia się, że w Afryce dochodzi do 90% zakażeń żółtą febrą.
Zaobserwowano trzy różne cykle infekcyjne: cykl miejski (gdzie wektorem jest głównie komar egipski, a ofiarami ludzie), cykl leśny (gdzie wektorami są komary gatunku Aedes africanus w Afryce oraz rodzaju Haemagogus i Sabethes w Ameryce Południowej, a ofiarami głównie inne naczelne; cykl ten nie podlega kontroli i jest głównym źródłem zachorowań w Ameryce Południowej; zarażeni w lesie ludzie mogą przenosić wirusa do miast i inicjować cykl miejski infekcji) oraz coraz powszechniejszy w Afryce cykl sawannowy (cykl pośredni na obszarach pomiędzy lasami i obszarami zurbanizowanymi, w którym wektorem są różne gatunki z rodzaju Aedes).
W ciągu ostatnich 20 lat na świecie wzrosła liczba epidemii żółtej gorączki, a coraz więcej krajów zgłasza przypadki tej choroby. Szacuje się, że w 2005 r. tylko w 12 krajach afrykańskich zachorowało na nią ok. 206 tys. osób, z czego 52 tys. zmarło. W Afryce i Ameryce wciąż żyje ogromna populacja osób niezaszczepionych, a zmiany w środowisku, takie jak malejąca ilość terenów leśnych, urbanizacja czy rozwój turystyki, zwiększają ryzyko zetknięcia się z wirusem.
Kraje, w których obowiązkowe jest szczepienie przeciwko żółtej febrze: 
- Azja – Jemen[3];
- Afryka[3] – Benin, Burkina Faso, Etiopia, Ghana, Kamerun, Kongo, Liberia, Mali, Niger, Nigeria, Republika Środkowoafrykańska, Senegal, Togo, Wybrzeże Kości Słoniowej, Demokratyczna Republika Konga, Zanzibar[4];
- Ameryka Południowa – Gujana Francuska[3], Brazylia (wymagane dla osób przyjeżdżających z krajów dotkniętych tą chorobą).

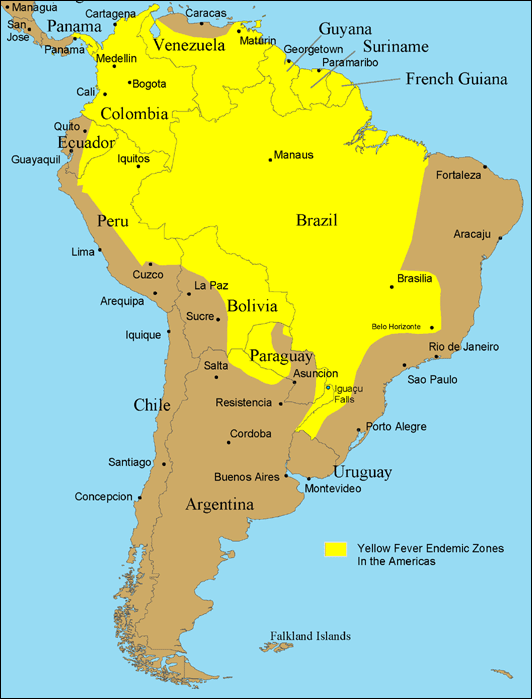
Zakres endemii żółtej febry w Południowej Ameryce (2005).
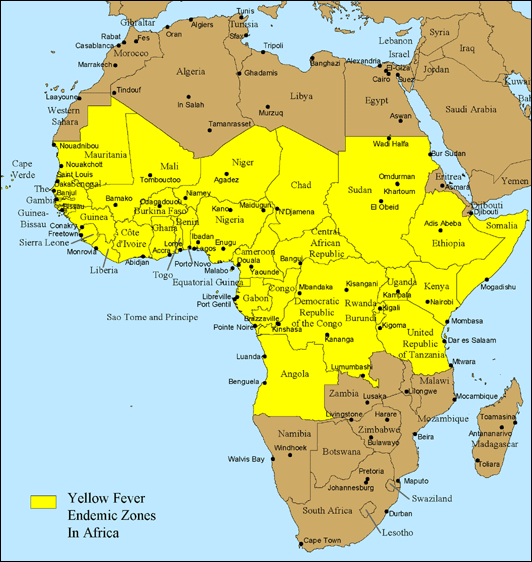
Zakres endemii żółtej febry w Afryce (2005).

## Objawy i przebieg
Okres inkubacji trwa od 3 do 6 dni. W większości przypadków dochodzi do rozwoju łagodnej postaci choroby, której objawami są: gorączka, dreszcze, ból głowy, ból pleców, zmęczenie, utrata apetytu, bóle mięśni, nudności i wymioty. W tym przypadku objawy utrzymują się od około 3 do 4 dni.

W 15% zakażeń chorzy wchodzą w drugą, toksyczną fazę choroby z nawracającą gorączką, żółtaczką wywołaną uszkodzeniami wątroby i bólem brzucha. Często występują krwawienia z jamy ustnej, oczu i przewodu pokarmowego mogące wywołać krwawe wymioty i doprowadzić do wstrząsu (stąd hiszpańska nazwa tej choroby, vomito negro, czyli czarne wymioty). Może pojawić się czkawka, delirium oraz ostra niewydolność nerek, poza tym nie występują trwałe uszkodzenia narządów.

## Rokowanie

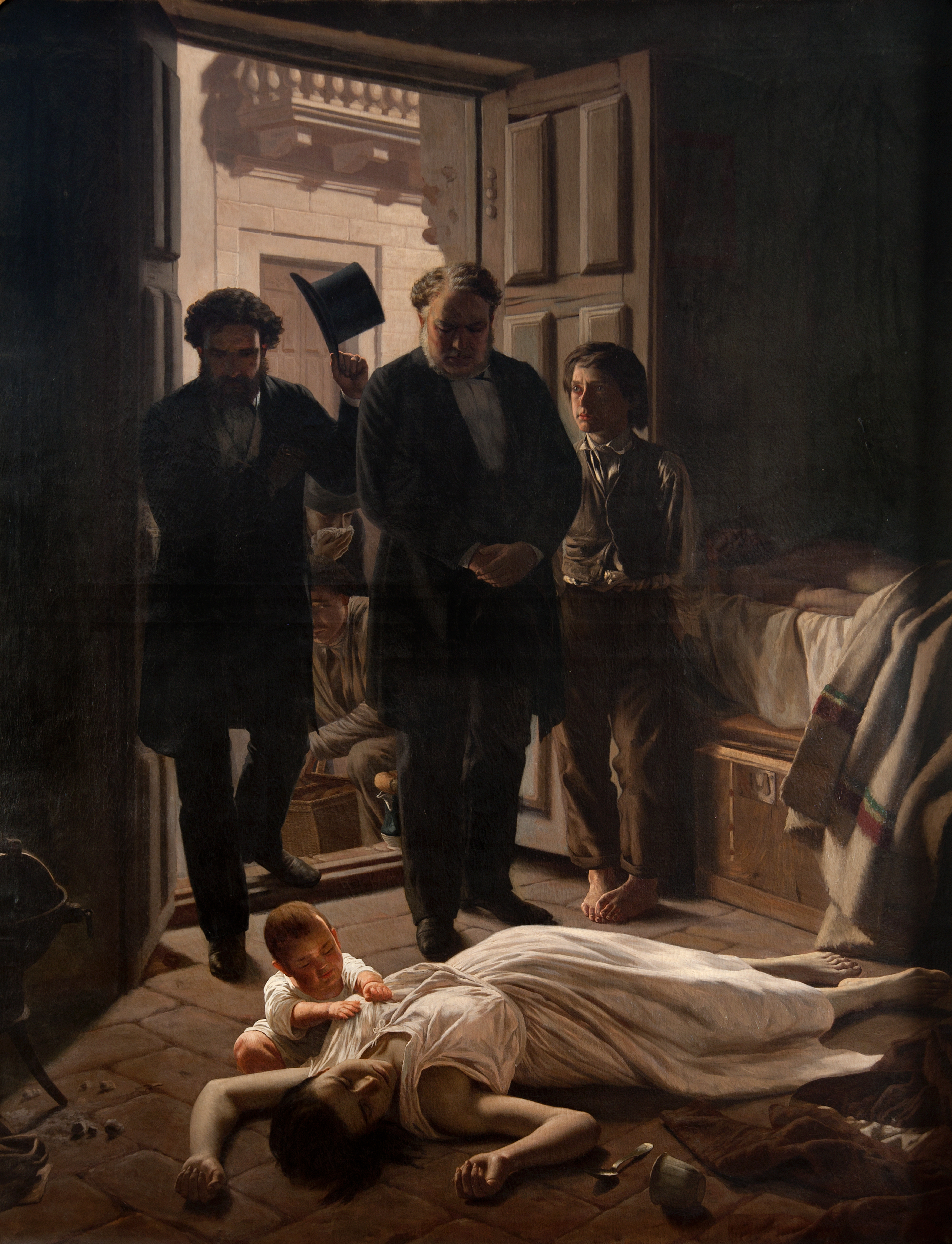
Obraz "Epizod żółtej febry w Buenos Aires" autorstwa urugwajskiego malarza Juana Manuela Blanesa, przedstawiający jedną z ofiar

Historyczne źródła podawały śmiertelność w przedziale 1 na 17 przypadków (5,8%) i 1 na 3 przypadki (33%). Broszura WHO na temat żółtej febry zaktualizowana w 2001 podaje, że połowa pacjentów wchodząca w fazę toksyczną umiera w ciągu 10–14 dni, a reszta zdrowieje. Przebycie choroby pozostawia trwałą odporność.

## Szczepienia w Polsce
W Polsce można się zaszczepić przeciwko żółtej febrze w Wojewódzkich Stacjach Sanitarno-Epidemiologicznych w pracujących przy nich Poradniach Medycyny Tropikalnej oraz w Instytucie Medycyny Morskiej i Tropikalnej w Gdyni. Szczepienie potwierdzane jest międzynarodową książeczką zdrowia (tzw. „żółta książeczka”), której posiadanie jest warunkiem wjazdu do części krajów posiadających obowiązek szczepienia. Zarejestrowany w Polsce preparat to żywa, atenuowana szczepionka Stamaril.

## Klasyfikacja ICD10
| kod ICD10     | nazwa choroby                  |
| ------------- | ------------------------------ |
| ICD-10: A95   | Żółta gorączka [żółta febra]   |
| ICD-10: A95.0 | Leśna żółta gorączka           |
| ICD-10: A95.1 | Żółta gorączka, postać miejska |
| ICD-10: A95.9 | Żółta gorączka, nieokreślona   |